# Ernst Ludwig Voss
Ernst Ludwig Voss (* 1. Januar 1880 in Lübeck; † 24. Januar 1961 in Verden) war ein deutscher Diplomat und Rundfunkpionier.

## Leben
Ernst Ludwig Voss studierte ab 1902 und wurde im Jahr 1905 an der Philosophischen Fakultät der Universität Rostock zum Dr. phil. promoviert. Er wurde 1902 Mitglied des Corps Visigothia Rostock. Er war langjährig als Handelssachverständiger und Diplomat des Auswärtigen Amts in Brasilien und Spanien tätig. Nach dem Militärdienst im Ersten Weltkrieg von 1914 bis 1918 lag sein Betätigungsfeld in Deutschland. Er hatte die Aufgabe erhalten, sich um den Aufschwung der deutschen Wirtschaft zu bemühen, indem er die schnelle Weiterleitung wichtiger Börsen-, Preis- und Kursinformationen organisierte. Nachdem die Meldungen anfangs telegrafisch oder per Eilbrief verschickt wurden, hatte Voss einen wesentlichen Anteil daran, dass für diese Zwecke ab 1921 der Sprechfunk genutzt wurde. 1922 beteiligte er sich an der Rekonstitution des Corps Neoborussia Berlin. Er war Mitbegründer der im Jahr 1922 ausgestrahlten ersten deutschen Rundfunksendung Deutsche Stunde in Bayern und wirkte bei der Gründung der ersten regionalen deutschen Rundfunkgesellschaft, der Nordischen Rundfunk AG (NORAG), mit. Damit beförderte er das Ansinnen, den Rundfunk der Allgemeinheit zugänglich zu machen. Aus der NORAG entstand später der NDR. Voss war bis 1933 Aufsichtsratsmitglied der meisten deutschen Rundfunkgesellschaften.
Er zog sich im Jahr 1932 bewusst aus dem politischen Leben zurück und erwarb das Gut Wahrstorf, das nur wenige Kilometer südlich von Rostock liegt. Das Gut musste er aufgrund der Bestimmungen der sowjetischen Besatzungsmacht im Dezember 1945 verlassen und fand gemeinsam mit seiner Frau Zuflucht bei seiner Tochter Rosemarie in Verden (Aller).